# عيتا الشعب
عيتا الشعب هي إحدى القرى اللبنانية من قرى قضاء بنت جبيل في محافظة النبطية. تقع على الحدود اللبنانية الفلسطينية. يتراوح ارتفاعها عن سطح البحر من 650 إلى 700 متر وتحدها من الغرب والجنوب فلسطين. تشتهر القرية بزراعة التبغ والغار.

## تاريخ
ذاع صيتها بعد الحرب الثانية على لبنان التي سميت بحرب تموز من قبل إسرائيل حيث صمدت 33 يوما دون أن تتمكن إسرائيل من احتلالها.
تضم هذه البلدة مواقع أثرية وطبيعية هامة منها عشرات المغاور التي استخدمت كمدافن ووجد بداخلها العديد من القطع الأثرية والاواني الذهبية والفضية وغيرها الكثير ومن أهم هذة المغاور مغارة الزيغ وهوة عبد الله وهي عبارة عن شق في الصخر يتجاوز عمقه الخمسين مترًا وعرضه يتراوح بين 2 إلى 3 أمتار والمحفرة وجل النّور ودبشة حمزة.

## وصلات خارجية
بلدية عيتا الشعب نسخة محفوظة 1 يناير 2016 على موقع واي باك مشين.